# Cheddar Flavor
「Cheddar Flavor」（チェダーフレーバー）は、WANIMAの2ndミニ・アルバム。2020年9月23日にunBORDEから発売された。WANIMA3部作の1作目。

## 概要
- ミニ・アルバムとしては、インディーズ盤でリリースした初のアルバム『Can Not Behaved!!』以来、6年ぶりとなる。メジャーとしては初。
- 本作リリース前日の22日に、千葉・ZOZOマリンスタジアムにおいて行われたオンライン形式での無観客配信ライブ「COMINATCHA!! TOUR FINAL LIVE VIEWING ZOZO MARINE STADIUM」のアンコール内において、サプライズとしてゲリラ発表した。
- WANIMA3部作の1作目としてリリースされ、2作目には6thシングル『Chilly Chili Sauce』、3作目には7thシングル『Chopped Grill Chicken』がリリースされた。
- 2021年5月11日～10月24日に『Cheddar Flavor Tour 2021』を開催。

## 収録曲
| 全作詞・作曲: KENTA、全編曲: WANIMA。 |                    |       |            |      |
| #                                     | タイトル           | 作詞  | 作曲・編曲 | 時間 |
| 1.                                    | 「Call」           | KENTA | KENTA      | 1:15 |
| 2.                                    | 「LIFE」           | KENTA | KENTA      | 1:19 |
| 3.                                    | 「枯れない薔薇」   | KENTA | KENTA      | 3:42 |
| 4.                                    | 「SHADES」         | KENTA | KENTA      | 4:13 |
| 5.                                    | 「Cheddar Flavor」 | KENTA | KENTA      | 1:53 |
| 6.                                    | 「春を待って」     | KENTA | KENTA      | 3:48 |
| 7.                                    | 「Faker」          | KENTA | KENTA      | 3:40 |
| 8.                                    | 「となりに」       | KENTA | KENTA      | 3:42 |
| 9.                                    | 「Milk」           | KENTA | KENTA      | 3:29 |
| 合計時間:                             | 合計時間:          | 27:01 |            |      |

## 演奏
- 野崎泰弘：Piano (#6)
- 浦嶋あべこ：Special Chorus